# Městská autobusová doprava v Krnově

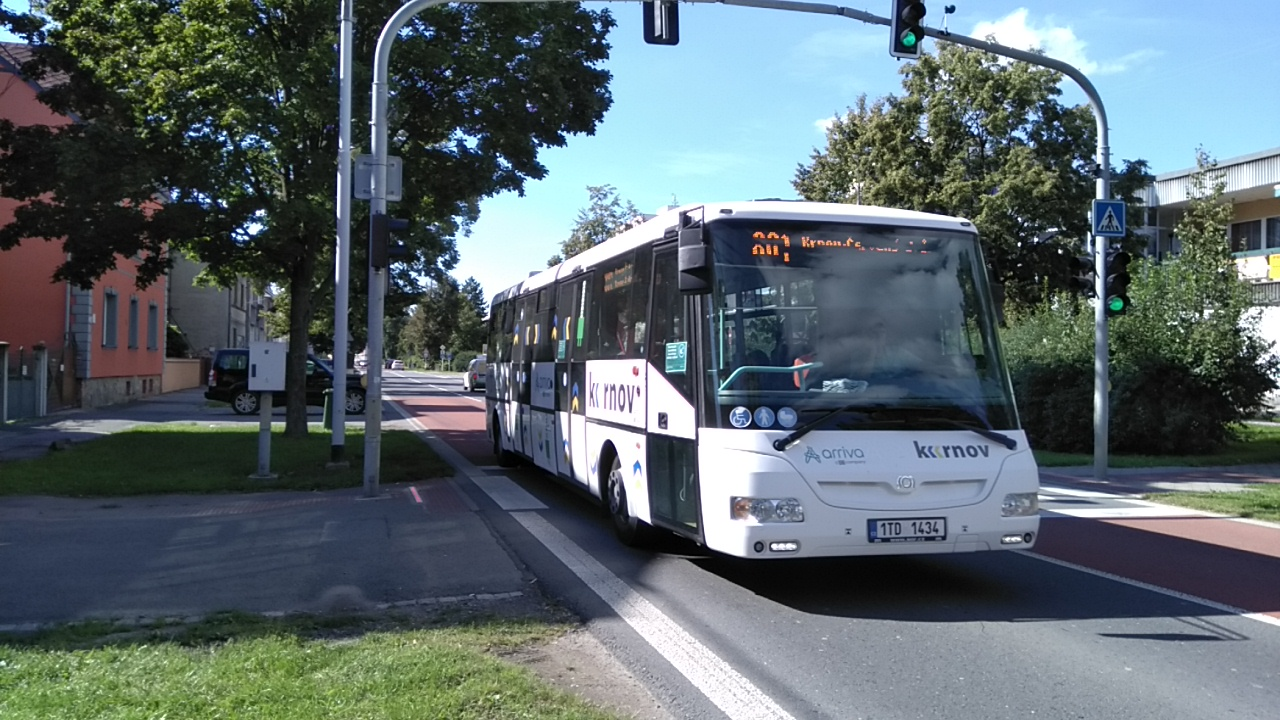
Elektrobus SOR EBN 10,5 na lince MHD v Krnově

Městská autobusová doprava v Krnově se systematicky rozvíjí od roku 1976. 

## Vývoj dopravní sítě

### 40. léta 20. století
První pokus o zavedení městské autobusové dopravy v Krnově proběhl v roce 1946. Experiment skončil finančním schodkem a byl zastaven. O obnovení experimentu se uvažovalo počátkem roku 1947.

### 70. léta 20. století
Výstavba největšího krnovského sídliště Pod Cvilínem pro cca 6 000 obyvatel byla v roce 1976 téměř dokončena a bylo zapotřebí propojit toto nově vzniklé sídliště s centrem města, autobusovým stanovištěm, hlavním železničním nádražím, nemocnicí, školami a průmyslovými podniky. Do provozu byly uvedeny celkem 4 městské autobusové linky:
- linka č. 1: Nemocnice - hotel Praha - Opavská, sídliště - Petrův Důl
- linka č. 2: (Petrův Důl - Opavská, sídliště -) hotel Praha - železniční stanice - Ježník, sanatorium
- linka č. 3: Železniční stanice - hotel Praha - Hlubčická, Na Špici
- linka č. 4: Železniční stanice - hotel Praha - Petrovická, státní hranice

Linka č. 1 byla tehdy provozována v téměř pravidelných 20minutových intervalech po celý den během pracovních dnů a ve 40minutových intervalech ve dny volna. Linky č. 2 a 3 byly vedeny cca v hodinových intervalech, přičemž linka č. 2 zajížděla do Petrova Dolu jen nepravidelně. Linka č. 4 byla zajišťována pouze 8 spoji jen v pracovních dnech (4 + 4 v obou směrech).

### 80. léta 20. století
V 80. letech byl provoz linky č. 1 v dopoledních hodinách omezen na 40minutové intervaly. Linka č. 2 byla vedena přibližně v hodinových intervalech do příměstské části Ježník k léčebně respiračních nemocí. Na Opavskou ulici a do Petrova Dolu zajížděly jen některé její spoje. Linka č. 3 byla vedena také přibližně v hodinových intervalech v pracovní dny na Hlubčické předměstí. Linka č. 4 obsluhovala jen několika málo spoji (4 + 4 v obou směrech) Petrovickou ulici směrem ke hraničnímu přechodu do Polska.
V 80. letech byla síť MHD dále rozšířena o linky č. 5 a linky č. 6 do dalších předměstských částí, v pracovních dnech cca v hodinových intervalech a jen málo omezeným provozem i ve volných dnech. Rozšířena i působnost linky č 3 o obsluhu menší části předměstí Chářová a místní části Guntramovice 8 spoji (4 + 4 v obou směrech) v pracovních dnech. Nové linky jezdily po těchto trasách:
- linka č. 5: (Opavská, smyčka -) autobusové stanoviště - železniční stanice - Kostelec, prádelna
- linka č. 6: (Opavská, smyčka -) autobusové stanoviště - železniční stanice - nemocnice - Chomýž, točna

Z důvodu rekonstrukce a rozšiřování Říčního okruhu ve 2. polovině 80. let byly trasy linek 1, 2, 3, 5, 6 vedeny nově přes Dvořákův a Smetanův okruh s nově zřízenou zastávkou u hřbitova. Tím došlo i k obsloužení i nově vzniklého sídliště E. Hakena.

### 90. léta 20. století
Došlo k úpravě tras linek č. 3, 5 a byla zavedena linka č. 7:
- linka č. 3: Železniční stanice - nemocnice - autobusové stanoviště - Chářová - Opavská, smyčka[pozn. 2]
- linka č. 5: Kostelec, prádelna - železniční stanice - autobusové stanoviště - Hlubčická, Na Špici
- linka č. 7: Autobusové stanoviště - Chářová - Guntramovice, točna

### 21. století
Po roce 2000 byly změněny trasy linek č. 5 a 6. Linka č. 3 byla výrazně omezena pouze na dva spoje v pracovních dnech a byla obnovena linka č. 4, avšak již v nové trase:
- linka č. 5: Hlubčická, Na Špici - Rooseveltova - autobusové stanoviště - železniční stanice - nemocnice - Chomýž, točna
- linka č. 4: Petrův Důl - autobusové stanoviště - Kostelec, prádelna - nemocnice
- linka č. 6: Petrovická, státní hranice - autobusové stanoviště - Cvilín, točna

Obsluhu předměstské části Kostelec nově místo linky 5 zajišťovala, ale jen několika málo spoji jen v pracovních dnech, linka č. 4; ta kopírovala trasu linky č. 1 se zajížděním do vnitřní části Kostelce. Obsluhu místní části Chomýž zajišťovala linka č. 5 místo původní linky č. 6. Linka č. 6 byla vedena 8 spoji ke státní hranici na Petrovickou ulici místo původní linky č. 4 a nově několika málo spoji byla vedena i na výletní a poutní místo Cvilín.
V roce 2004 došlo k přečíslování všech linek MHD v souvislosti se začleněním MHD Krnov do krajského integrovaného dopravního systému na linky č. 801–807. Po roce 2010 byla zrušena linka č. 804 a její spoje obsluhující vnitřní část předměstí Kostelec splynuly s linkou č. 801. Vybrané spoje linky č. 801 byly prodlouženy až do Červeného Dvora a průmyslové zóny. A v souvislosti s celkovou rekonstrukcí Chářovské ulice byla změněna trasa linky č. 803, a to navýšením spojů v pracovních dnech i za účelem rychlejšího spojení Sídliště Pod Cvilínem s nemocnicí. Po dokončení rekonstrukce Chářovské ulice je tudy vedena linka č. 804:
- linka č. 803: Průmyslová zóna - Opavská - Rooseveltova - nemocnice - železniční stanice - autobusové stanoviště
- linka č. 804: Petrův Důl - Opavská - Chářovská - autobusové stanoviště - Rooseveltova - nemocnice - železniční stanice

### Stav k roku 2023
V provozu byly tyto linky:
- linka č. 801: nemocnice, hlavní brána - (Kostelec, prádelna) - autobusové stanoviště - Opavská - průmyslová zóna
- linka č. 802: (Petrův Důl -) - autobusové stanoviště - nemocnice - Ježník, sanatorium
- linka č. 803: Průmyslová zóna - Opavská - Rooseveltova - nemocnice - železniční stanice - autobusové stanoviště
- linka č. 804: Petrův Důl - Opavská - Chářovská - autobusové stanoviště - Rooseveltova - nemocnice, hlavní brána - železniční stanice
- linka č. 805: Hlubčická, Na Špici - Roosevetova - autobusové stanoviště - železniční stanice - nemocnice, hlavní brána - Chomýž, točna
- linka č. 806: Petrovická, státní hranice - autobusové stanoviště - (nemocnice, hlavní brána) - železniční stanice - Cvilín, točna
- linka č. 807: (Nemocnice, hlavní brána) - autobusové stanoviště - Chářovská - Guntramovice, točna - (Opavská, smyčka)

Za páteřní linku je stále od roku 1976 považována linka č. 801 (původně č. 1), která zajišťuje obsluhu téměř všech hlavních částí města a je provozována v pracovních dnech v cca půlhodinových až hodinových intervalech, ve volných dnech pak v hodinových intervalech. Provoz ostatních linek je nepravidelný v intervalech, ale i v trasách, protože existují různé varianty jejích tras. Linky č. 804 a 807 nejsou provozovány ve volných dnech. Linky č. 802, 803, 805 a 806 jsou ve volných dnech provozovány jen několika málo spoji (2 + 2 až 5 + 5 v obou směrech). Linka č. 801 obsluhuje vnitřní část předměstské části Kostelec jen několika málo spoji vedených pouze v pracovních dnech. 
Stav k roku 2025 
K 1. 7. 2025 byla pro nerentabilnost zrušena linka č. 804. Obsluhu Chářovské ulice v pracovních dnech místo ní zajišťuje linka č. 806, u níž byla celkem 8 spojům prodloužena trasa. Chářovskou ulicí jsou vedeny také dva spoje linky č. 807 v pracovních dnech. Výrazně byla omezena pro malé využití linka č. 803, jejíž zrušené spoje byly převedeny na linku č. 801.

## Provozovatelé a vozový park
Provozovateli MHD v Krnově byly tyto společnosti:
- ČSAD Ostrava, závod Bruntál, provozovna Krnov
- Connex Morava, provozovna Krnov
- Arriva autobusy, provozovna Krnov
- Transdev Morava, provozovna Bruntál

Společnost Transdev začala MHD v Krnově provozovat 1. ledna 2023 šesti městskými vozy (3x Iveco Streetway 12, 2x SOR BN 9,5, 1x SOR NS 12). Všechny tyto vozy jsou polepeny speciálními samolepkami s logem města Krnova.